# Château de Mortreux
Le château de Mortreux est un édifice datant des XVe et XVIe siècles situé à Daon, en France.

## Localisation
Le château est situé sur le territoire de la commune de Daon, dans le département de la Mayenne en région Pays de la Loire, sur la rive gauche de la Mayenne, en direction d'Angers.

## Description
Depuis l'aveu du 15 septembre 1604 de René de Faye au seigneur de Saint-Michel-de-Feins Alias Maulivet, l’aspect extérieur a peu changé. Il mentionnait « un corps de logis accompagné d’un pavillon, cellier, écuries, cour, clos à douves, fossés remplis d’eau, basse-cour avec granges où estoient anciennement le logis de la métairie qui fut ruiné par les guerres de Religion. » 
Le corps de logis rectangulaire et bien ordonnancé, datant de 1595, a un double pignon et une tour se baignant dans l’eau des douves. Il présente des ouvertures surmontées de lucarnes caractéristiques du style Henri II et des fenêtres géminées séparées par un pilier central soutenues par deux arcs. Les fenêtres à meneaux très proches du XVe siècle furent reconstituées en 1931.
La partie supérieure des façades, décorée par des corniches à modillons en quart de cercle, permet de dater du temps du roi Henri IV. Les cheminées de briques plates sont surmontées de tuffeau. La façade sud est la plus harmonieuse ; au soleil couchant, la façade se mire dans l’eau et la couleur de la pierre et de l’enduit est mise en pleine lumière. Les frontons des lucarnes annoncent le style Louis XIII. Le salon ouvre sur le plan d’eau par un petit balcon en fer forgé du XVIIIe siècle.
Mortreux n’aurait pas été habité de 1832 jusqu’à 1930. Les travaux ont été menés avec l’appui de l’architecte des Beaux-Arts du Maine-et-Loire Bricard puis les architectes Guinebretiere et Delattre de Laval. La petite tour (à l’origine ronde) a été reconstruite après la reprise de 1930 car elle s’était effondrée. La construction du garage et la destruction des écuries sont postérieures. Pendant la Seconde Guerre mondiale, les Allemands et  les Américains y firent une halte sans causer de préjudices.
La réfection de la couverture et de la lucarne en pierre de la tour a été réalisée en 1944. La lucarne avait à l’origine une forme arrondie identique à la lucarne au centre du pavillon, puis avait été supprimée et enfin reconstruite dans une forme plus rectangulaire (évolution visible sur les tableaux anciens de Mortreux puis sur les cartes postales). Différents travaux de couverture et de maçonneries ont lieu dans les années 1960. En 1962, la souche de cheminée et une porte extérieure sont réparées. En 1963 sont réalisées la reprise de maçonnerie au pied des façades sur douves et la réfection des peintures des menuiseries extérieures ainsi que des réparations de couverture. En 1966, la grille est restaurée ainsi qu’une porte extérieure sur cour. En 1965, les douves fuient et sont réparées. C’est au début de l’année 1967, qu'est détruite l’écurie de la ferme située en face du château qui menaçait ruine et de construire la stabulation.
Les jardins entourés de douves ont été refaits en 2008 et la forêt de chênes plantée en 2010. La stabulation située en bordure de la douve du haut, qui se trouvait à côté de l’étable, a été supprimée en 2009.

## Historique
Mortreux est classé monument historique par arrêté du 6 mai 1933 (façades et toitures), référence Mérimée PA00109498,. En janvier 2023, un arrêté d'inscription vient compléter la protection sur les deux plateformes fossoyées et leur sol avec les vestiges des ponts d'origine ainsi que l'ensemble des douves et fossés, avec la totalité du réseau hydraulique, incluant le réservoir et les vannes du château de Mortreux.
Gaufredo de Mortuis acquis des terres en 1060 puis Jean de Mortheroux est cité en 1297. Le premier château est construit en 1453 par Pierre de Mortreux, puis rebattit en 1595 par Lancelot Trochon, maire de Château-Gontier qui tient ces terres de sa femme Renée de Faye, fille de René de Faye, seigneur de Mortreux et rénové à partir de 1930 par Alain du Hamel Fougeroux de Denainvilliers, le château relevait de la paroisse de Saint Michel de Feins puis fut rattaché administrativement à Daon (situé à 2 km). Depuis l'origine, le château est resté dans la même famille.
Mortreux  fut une des premières demeures de plaisance de la période classique mais a gardé certains caractères défensifs : pont-levis qui n’existe plus, douves, meurtrières et petites ouvertures permettant de surveiller les mouvements extérieurs. Un pont à l’origine en bois, reconstruit en 1931, permet d’accéder à l’entrée de la cour d’honneur. La grille en fer forgé, encadrée de 2 grands piliers en tuffeau, existait déjà en 1604, un écrit de l’époque la mentionne « un pont de bois conduit à la grille en fer forgé qui ferme l'entrée de la cour ». La reconstruction de 1595 a été réalisée à partir de matériaux de la région : pierres rosées, tuffeaux et ardoises
L’aile gauche est d’origine (1453) et comporte sur le plan d’eau des lucarnes étroites et massives.
Pendant les guerres de religion, le 11 mai 1591, le Prince de Conti se rendit maitre de Mortreux sur les ligueurs. La partie centrale du château fut incendiée et ruinée. Lancelot Trochon de Beaumont, magistrat à Château-Gontier, le reconstruit en 1595. Il avait hérité de Mortreux par sa femme Renée de Faye.
En 1754, des lettres patentes de Louis XV , données au château de Versailles, à Jean-Laurent Tochon de Beaumont le citent comme seigneur de Mortreux.
Le 15 mai 1794, la municipalité de Daon demandait à combler les douves du château, ce qui n’a jamais été fait.
Pendant  la chouannerie  en 1795 Mortreux servit de refuge, à plusieurs reprises, à un groupe de chouans avec à leur tête Jean Coquereau né à Daon. Pendant l'insurrection de 1832, un groupe de légitimiste avec à leur tête Gustave de Moulins s’y replia après la bataille de Champigné "Il racontait qu'il était entré à Mortreux et avait extrait une balle à l'un de ses hommes sur le balcon du salon du château".

### Documents iconographiques
- Archives de la Mayenne : dessin
- Archives de la Mayenne : carte postale avant 1900 avec sur la partie droite la tour ronde qui s'est effondrée par la suite et a été remplacée par une tour carrée :
- Ministère de la Culture (France), Médiathèque du patrimoine et de la photographie. Photographie de la façade sud avant la restauration de 1930. Les fenêtres n'ont plus de meneaux et la tour ronde sur la droite est effondrée et remplacée par de la végétation